# Euploea roepstorffi
Euploea roepstorffi är en fjärilsart som beskrevs av Moore 1883. Euploea roepstorffi ingår i släktet Euploea och familjen praktfjärilar. Inga underarter finns listade i Catalogue of Life.